# Taiaha
| Två maorikrigare som kämpar med taiaha. |  | Porträtt av Te Rangi Hīroa (Peter Henry Buck) iklädd maorikläder hållande en taiaha. |
| Två maorikrigare som kämpar med taiaha. |  | Porträtt av Te Rangi Hīroa (Peter Henry Buck) iklädd maorikläder hållande en taiaha. |

Taiaha är ett traditionellt vapen hos maorierna på Nya Zeeland. Det är ett närstridsvapen gjort i trä, eller ibland valben, som används för korta snabba attacker eller hugg och som kräver snabbt fotarbete hos vapenanvändaren. Taiahan är normalt 1,5 till 1,8 meter lång och ofta utsmyckad med fjädrar. Vapnet består av tre huvuddelar: arero (tungan), som används för att hugga motståndaren och för parering, upoko (huvudet), basen från vilken tungan sticker ut, och ate (levern) eller tinana (kroppen), det långa platta bladet som också används för att hugga eller parera med.